# 交通大学北京学校
交通大学北京学校，是1921年（民国十年）时北京交通大学的名称。
当时北洋政府交通總長葉恭綽提议将北平鐵路管理學校與郵電管理學校合并，再与部轄上海及唐山兩工業專門學校，合併為交通大學，此校稱北京分校，由胡鴻猷與鍾鍔两人担任正副主任。其中将上海原設之鐵路管理科併入，而將北京原辦之有關電信各科移於上海。
次年，改北京分校為唐山大學分校。又一年，改為北京交通大學，以張福運、朱我農兩人，先後擔任校長。1925年，除鐵路管理科外，又添辦商業管理科。